# On Desire
On Desire je druhé studiové album indie rockové kapely Drowners. Bylo vydané 24. června 2016.

## Seznam skladeb
| Pořadí | Název                      | Délka |
| ------ | -------------------------- | ----- |
| 1.     | Troublemaker               | 2:41  |
| 2.     | Cruel Ways                 | 3:24  |
| 3.     | Human Remains              | 3:51  |
| 4.     | Someone Else Is Getting In | 3:58  |
| 5.     | Dreams Don't Count         | 3:34  |
| 6.     | Conversations With Myself  | 4:42  |
| 7.     | Trust The Tension          | 4:00  |
| 8.     | Another Go                 | 3:13  |
| 9.     | Pick Up The Pace           | 4:19  |
| 10.    | Don't Be Like That         | 3:44  |